# San Pelayo de Guareña
San Pelayo de Guareña is een gemeente in de Spaanse provincie Salamanca in de regio Castilië en León met een oppervlakte van 27,69 km². San Pelayo de Guareña telt 99 inwoners (1 januari 2016).

## Demografische ontwikkeling
Bron: INE, 1857-2011: volkstellingen